# Liste der Stolpersteine in Schwabach

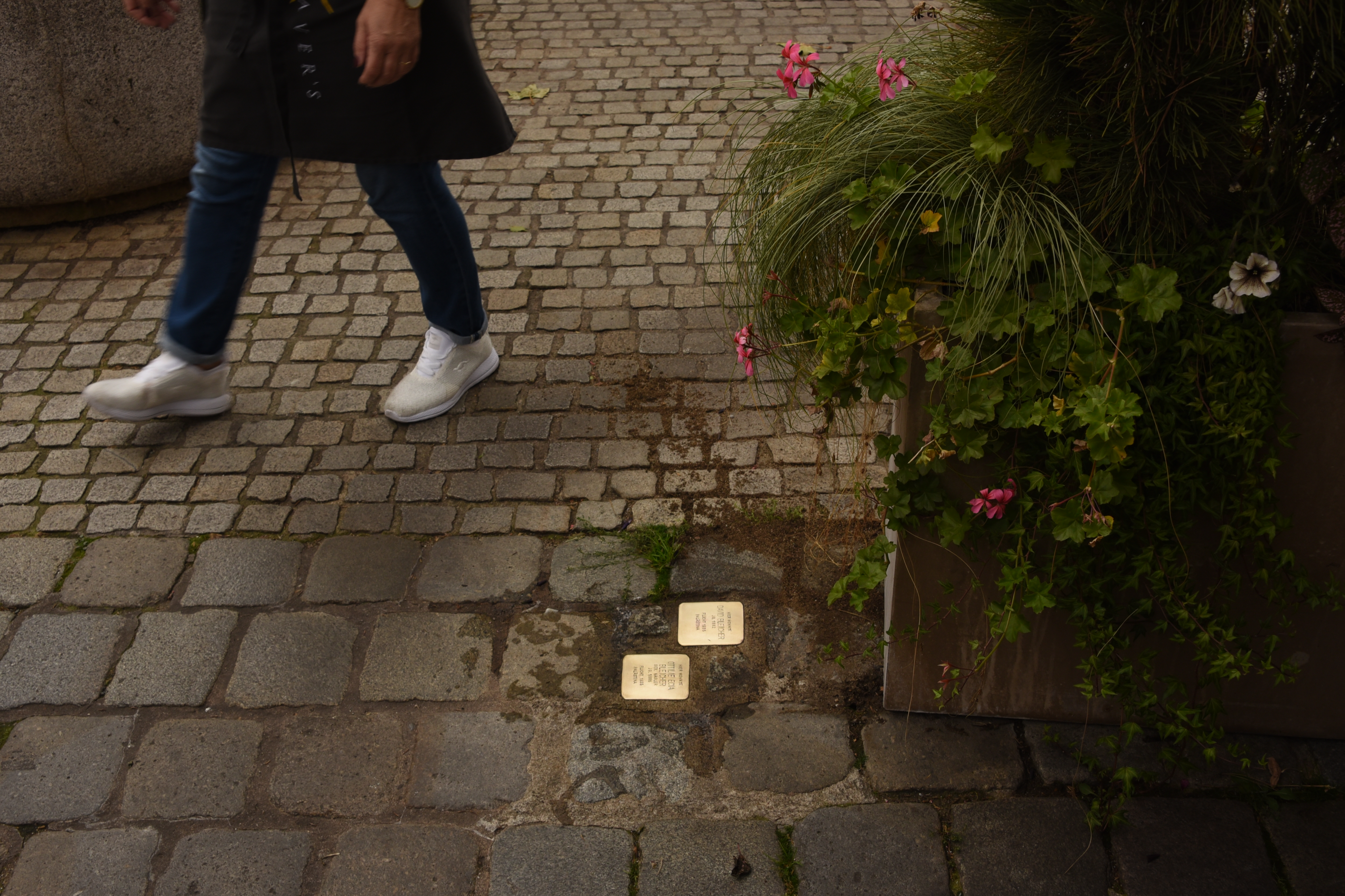
Stolpersteine in Schwabach

Die Liste der Stolpersteine in Schwabach enthält die Stolpersteine, die vom Kölner Künstler Gunter Demnig in der mittelfränkischen freien Kreisstadt Schwabach verlegt wurden. Stolpersteine erinnern an das Schicksal der Menschen, die von den Nationalsozialisten ermordet, deportiert, vertrieben oder in den Suizid getrieben wurden. Sie liegen im Regelfall am letzten selbstgewählten Wohnsitz des Opfers.
Die Verlegungen in Schwabach erfolgten am 28. November 2014.

## Die jüdische Gemeinde von Schwabach
Bereits im späten Mittelalter bestand eine jüdische Gemeinde in Schwabach, als die Ortschaft den hohenzollernschen Markgrafen von Ansbach gehörte. 1364 wurde Schwabach zur Stadt erhoben. 1384 ereignete sich ein Pogrom, in dessen Verlauf mehrere Juden erschlagen wurden. 1480 bestanden drei Judenhäuser. Die jüdischen Bewohner lebten überwiegend von Geldgeschäften. Aus dem 16. Jahrhundert sind Schutzbriefe und Verträge erhalten. 1560 und 1584 wurden die Juden aus der Stadt vertrieben. Erst nach dem Dreißigjährigen Krieg siedelten sich wieder jüdische Familien an, auf Wunsch des Markgrafen, der die Wirtschaft ankurbeln wollte. Unter den Zugezogenen befanden sich nach 1670 auch Familien, die aus Wien vertrieben worden waren, durchwegs Kauf- und Handelsleute mit guten Beziehungen zu anderen Regionen. Bis 1714 stieg die Zahl der jüdischen Familien in der Stadt auf dreißig an. Anfang des 18. Jahrhunderts wurde ein Oberrabbinat in Schwabach etabliert, welches sich bis 1932 hielt. Dennoch verringerte sich die Zahl der jüdischen Bürger teils durch Assimilation, teils durch Abwanderung von 279 im Jahr 1811 auf 105 im Jahr 1900. Viele junge Juden wanderten nach Nordamerika aus, andere gingen ab 1861 nach Nürnberg, wo wirtschaftlich und kulturell bessere Entfaltungsmöglichkeiten gegeben waren. Anfang des 20. Jahrhunderts gliederten sich jüdische Familienoberhäupter in jeweils vier Vieh- und Tabakhändler, zwei Industrielle und vier Dienstleister. Der jüdische Bevölkerungsanteil ging weiterhin drastisch zurück, auf 43 im Jahr 1925 und auf 38 im Jahr 1933. Die Nationalsozialisten zerstörten den Rest jüdischen Lebens in Schwabach. Im Oktober 1937 fand die letzte Versammlung in der Synagoge statt. Im Februar 1938 legte der Vorsitzende der Israelitischen Kultusgemeinde, Hermann Feuchtwanger, sein Amt zurück. Es gab keinen Nachfolger. Am 10. August 1938 kaufte die Brauerei Weller die Synagoge. Am 24. November 1938 teilte das Einwohneramt mit, die Stadt sei – so der NS-Sprachgebrauch – „judenfrei“.
Bei Renovierungsarbeiten in einem früheren Wohnhaus in der Synagogengasse 10, in dem Juden gelebt hatten, wurde 2001 ein einzigartiger Fund gemacht, eine Laubhütte (Sukka) mit intakter Kassettendecke und spätbarocken Wandfresken. Die Malerei zeigt neben gewohnten religiösen Motiven auch eine Hasenjagd. Diese Darstellung in einer Sukka ist bisher einzigartig. „‚Die Hasenjagd steht symbolisch für die Verfolgung der Juden‘. Zudem erinnere das hebräische Akronym JaK-Ne-HaS (Jag den Has) die Gläubigen an eine besondere Gebetsfolge. ‚Fällt das Ende eines Feiertags auf den Schabbatausgang, kann man sich mit dieser einfachen Eselsbrücke die fünf vorgeschriebenen Segenssprüche merken: Das J steht für Jajin (Wein), das K für Kiddusch (Heiligung), das N für Ner (Licht), das H für Hawdala (Trennung) und das S für Sman (Zeit)‘“, so Daniela Eisenstein. Auch weitere florale und figürliche Abbildungen sind einzigartig bisher. Der Fund führte dazu, dass das Jüdische Museum Franken in Schwabach einen dritten Standort einrichtete. Dieser wurde Anfang 2015 eröffnet.

## Liste der Stolpersteine
In Schwabach wurden acht Stolpersteine auf fünf Standorten verlegt.
| Stolperstein | Inschrift | Standort                  | Name, Leben |
| ------------ | --- | ------------------------- | --- |
|              | HIER WOHNTE DAVID BLEICHER JG. 1882 FLUCHT 1935 PALÄSTINA                                                               | Königstraße 12 ·          | David Bleicher wurde am 22. Oktober 1882 in Kolomea, Galizien, geboren. Er war Inhaber eines Geschäftshauses in der Königstraße 12, in dem er auch ein Kurzwarengeschäft führte. Dort wohnte er auch mit seiner Frau, Ottilie Ecia geb. Nagler. Das Ehepaar hatte neun Kinder, Hannchen (1911) und Samuel (1913), beide geboren in Bamberg, sowie Genenda (1914), Paul (1916), Silchen (1921), Riwka Sofie (1929), Josef, Anna und Hermann Markus, alle geboren in Schwabach. 1935 waren David und Ottilie Bleicher gezwungen, Haus und Geschäft zu verkaufen. Es gibt ein Foto vom Faschingszug 1936, in dem ein Wagen zu sehen ist, der auf den Besitzerwechsel der Geschäfte von David Bleicher und Moritz Rosenstein Bezug nimmt. Das Ehepaar flüchtet und gelangte nach Rechovot in Palästina. |
|              | HIER WOHNTE OTTILIE ECIA BLEICHER GEB. NAGLER JG. 1886 FLUCHT 1935 PALÄSTINA                                            | Königstraße 12 ·          | Ottilie Ecia Bleicher, geborene Nagler, wurde am 28. Juni 1886 in Kolomea, Galizien, geboren. Sie war verheiratet mit David Bleicher. Das Ehepaar hatte neun Kinder: Hannchen (1911) und Samuel (1913), beide geboren in Bamberg, sowie Genenda (1914), Paul (1916), Silchen (1921), Riwka Sofie (1929), Josef, Anna und Hermann Markus, alle geboren in Schwabach. Das Ehepaar besaß das Geschäftshaus Königstraße 12, wo sie ein Kurzwarengeschäft führten. 1935 waren David und Ottilie Bleicher gezwungen, das Haus zu verkaufen und zu flüchten. Das Ehepaar gelangte nach Rechovot in Palästina. Über das Schicksal der Kinder liegen keine Informationen vor. |
|              | HIER WOHNTE BERTA GERSTLE GEB. ROSENSTEIN JG. 1898 UNFREIWILLIG VERZOGEN 1935 MÜNCHEN DEPORTIERT 1942 PIASKI ERMORDET   | Südliche Ringstraße 2 ·   | Berta Gerstle, geborene Rosenstein, wurde am 13. September 1898 in Nürnberg geboren. Sie war die einzige Tochter des Textilhändlers Moritz Rosenberg (1866–1940). Ihr Vater kam aus einer kinderreichen Familie, er hatte sieben Geschwister. Sie heiratete Justin Gerstle am 15. Februar 1923, die Ehe blieb kinderlos. Das Ehepaar führte ein Kaufhaus in Schwabach und musste 1935 aufgrund des zunehmenden Antisemitismus die Stadt verlassen. Sie gingen nach München und wohnten in einer jüdischen Siedlung. Am 16. März 1942 wurden Berta Gerstle und ihr Ehemann inhaftiert und kamen in das Judenlager Milbertshofen. Am 3./4. April 1942 wurde das Ehepaar von München in das Ghetto Piaski deportiert. Berta Gerstle und ihr Mann haben die Shoah nicht überlebt. Laut dem Münchner Gedenkbuch hat Berta Gerstle in Piaski ihr Leben verloren. Nach dem Untergang des NS-Regimes wurden Berta Gerstle sowie ihr Ehemann vom Amtsgericht München für tot erklärt. Ihr Vater starb 1940 in München. Ihre Mutter wurde am 2. Juli 1942 nach Theresienstadt deportiert und dort am 10. September 1942 ermordet. |
|              | HIER WOHNTE JUSTIN GERSTLE JG. 1892 UNFREIWILLIG VERZOGEN 1935 MÜNCHEN DEPORTIERT 1942 PIASKI ERMORDET                  | Südliche Ringstraße 2 ·   | Justin Gerstle wurde am 11. April 1892 in Georgensgmünd geboren. Seine Eltern waren der Hopfenhändler Ephraim Gerstle und Rosalie, geborene Heidecker. Er hatte zwei Brüder: Julius und Leo. Im Ersten Weltkrieg diente er im Königlich Bayerischen 20. Infanterie-Regiment „Prinz Franz“. Am 15. Februar 1923 heiratete er Berta Rosenstein, die Tochter eines vermögenden Textilhändlers in Schwabach, das Paar ließ sich in Schwabach nieder. Dort wurde er Teilhaber des Geschäftes seines Schwiegervaters, das von da an Rosenstein & Gerstle hieß. Das Kaufhaus befand sich an der Ecke Südliche Ringstraße/Ludwigstraße. Die Ehe mit seiner Frau blieb kinderlos, doch entstammte dem Verhältnis mit Anna Baader, einer Nichtjüdin, eine Tochter, Hilde (geboren 1918). Das Verhältnis zwischen Ehefrau, der Kindesmutter und der Tochter war gut, worauf Briefe schließen lassen. Nach den Novemberpogromen war Justin Gerstle im KZ Dachau bis zum 20. Dezember 1938 inhaftiert. Er und seine Frau verloren das Geschäft und mussten die Stadt verlassen. Am 16. März 1942 wurden Justin Gerstle und seine Ehefrau inhaftiert und kamen in das Judenlager Milbertshofen. Am 3./4. April 1942 wurde das Ehepaar von München nach Piaski deportiert, eine kleine Gemeinde in der Woiwodschaft Lublin in Polen. Dort hatten die Nazis ein Ghetto errichtet, aus dem es regelmäßige Transporte ins Vernichtungslager Belzec gab. Justin und Berta Gerstle wurden an einem unbekannten Ort zu einem unbekannten Zeitpunkt vom NS-Regime ermordet. Das Haus seiner Mutter wurde von der NSDAP zum „Judenhaus“ erklärt. Sie wurde im Juni 1942 nach Theresienstadt deportiert und im September desselben Jahres im Vernichtungslager Treblinka ermordet. Beide Brüder konnten emigrieren, sie verstarben im Bundesstaat New York. Die Tochter seines Bruders Julius Gerstle wurde auf Grund ihrer Behinderung vom NS-Regime ermordet. Ein Stolperstein in Hamburg erinnert an ihr Schicksal. |
|              | HIER WOHNTE MANUEL GRAF JG. 1879 UNFREIWILLIG VERZOGEN 1938 FRANKFURT DEPORTIERT THERESIENSTADT BEFREIT / ÜBERLEBT      | Fleischbrücke 2 ·         | Manuel Graf wurde am 22. November 1879 geboren. Er hatte zumindest eine Schwester, Anna. Manuel Graf eröffnete 1898 ein Tabakgeschäft in der Ludwigstraße. Er war verheiratet mit Sarah, geborene Kohn. Während der Novemberpogrome wurde er verhaftet und kam für einen Tag in das Amtsgerichtsgefängnis, schließlich musste er das Geschäft aufgeben. Das Ehepaar zog nach Frankfurt am Main. Dort nahm sich 1942 seine Frau das Leben, auch Manuel Grafs Schwester starb 1942 in Frankfurt. Manuel Graf wurde verhaftet und ins Konzentrationslager Theresienstadt deportiert. Er konnte überleben und kehrte am 4. Juli 1945 als einziger Jude nach Schwabach zurück. Er starb am 26. März 1948 in Schwabach und wurde auf dem jüdischen Friedhof in Georgensgmünd bestattet. |
|              | HIER WOHNTE SARAH GRAF GEB. KOHN JG. 1878 UNFREIWILLIG VERZOGEN 1938 FRANKFURT FLUCHT IN DEN TOD 3.8.1942               | Fleischbrücke 2 ·         | Sarah Graf, geborene Kohn wurde 1878 geboren. Sie war verheiratet mit Manuel Graf, dem Inhaber eines Tabakgeschäfts in Schwabach. Nachdem ihr Mann 1938 das Geschäft aufgeben musste, zog das Ehepaar nach Frankfurt am Main. Laut Inschrift des Stolpersteines nahm sich Sarah Graf dort am 3. August 1942 das Leben. Ihr Mann wurde verhaftet und nach Theresienstadt deportiert. Er überlebte KZ und NS-Regime, kehrte nach Schwabach zurück und starb 1948. |
|              | HIER WOHNTE RABBINER DR. SALOMON MANNES JG. 1871 UNFREIWILLIG VERZOGEN 1935 FRANKFURT FLUCHT 1938 ENGLAND               | Synagogengasse 7 ·        | Salomon Mannes wurde am 15. April 1871 in Wreschen geboren. Er war Schüler des Gemeinderabbiners von Posen, Wolf Feilchenfeld, und besuchte das Rabbinerseminar zu Berlin. Infolge der schweren Erkrankung des Rabbiners von Schwabach wurde er Mitte 1901 provisorisch zum Nachfolger bestellt. Nach dem Tod von Rabbi Wißmann wurde er 1903 definitiv bestellt. Als Distriktrabbiner war er für neun Kultusgemeinden verantwortlich. 1904 heiratete er Klara geb. Jacobi, geboren am 13. September 1879 in Posen. Das Paar hatte sieben Kinder. Zumindest vier der Kinder konnten nach England bzw. in die USA flüchten. Am 26. März 1935 mussten Salomon Mannes und seine Frau die Stadt verlassen und nach Frankfurt am Main übersiedeln. Am 9. November 1938 flüchteten sie nach London. Er ist 1960 verstorben, seine Frau 1970. |
|              | HIER ARBEITETE WALTER TUCHMANN JG. 1891 FLUCHT 1937 PRAG ZWANGSVERKAUF DER FIRMA 1938 USA HONDURAS/MEXIKO TOT 29.3.1942 | Nördliche Ringstraße 14 · | Walter Philipp Tuchmann wurde am 28. März 1891 in Nürnberg geboren. Sein Vater war der Kommerzienrat Max Philipp Tuchmann (1855–1934), der 1913 als alleiniger Inhaber die Schwabacher Nadel- und Federnfabrik Fr. Reingruber übernahm. Seine Mutter war Klara geb. Hopf, genannt Lärchen (1865–1934). Er hatte zwei Schwestern, Gertrude (geb. 1882) und Sophie (geb. 1886). Auch Walter Tuchmann wurde Fabrikant, er folgte dem Vater als Geschäftsführer der Nadelwerke, die nunmehr Drei-S-Werke hießen, an der Nördlichen Ringstraße in Schwabach gelegen. Er heiratete Elisa geb. Wecker, geboren am 7. März 1894 in Nürnberg, die Ehe blieb kinderlos. Vor 1933 war er in Schwabach ein angesehener Mann, galt als Gönner und umsichtiger Unternehmer, beschäftigte 130 Mitarbeiter. Regelmäßig begrüßte er Gäste aus dem In- und Ausland in der Fabrik, etwa Alfons von Bayern. Er wurde Honorarkonsul von Honduras. Nach der Machtergreifung der Nationalsozialisten im Januar 1933 wurde Tuchmann als begüterter Jude des illegalen Devisenhandels und der „Rassenschande“ bezichtigt. Die Schwabacher Bevölkerung wandte sich gegen ihn, und er wurde angeklagt. Daraufhin flüchtete er 1937 nach Prag. Von dort aus verkaufte er Anfang 1938 seine Fabrik an Richard Schmauser, Herbert J. Schmauser und Otto Wiedemeyer. Der Kauf wurde über seinen Anwalt abgewickelt, der Verkaufserlös lag weit unter dem Wert des Unternehmens. Am 5. April 1939 flüchtete Tuchmann in die USA, von dort nach Honduras und schließlich nach Mexiko, wo er am 29. März 1942 starb, einen Tag nach seinem 51. Geburtstag. Seine Schwestern konnten den Holocaust überleben. Gertrude verstarb im Alter von 102 Jahren in New York. Sein Stolperstein wurde von den Schülern des Sonderpädagogischen Förderzentrum gestiftet. Seit 2010 fordert Die Linke die Umbenennung eines Schwabacher Verkehrsweges in Walter-Tuchmann-Straße.                                                             |

## Verlegedaten
Die Stolpersteine in Schwabach wurden von Gunter Demnig am 28. November 2014 persönlich verlegt.